# Suquets
Suquets és una partida de l'Horta de Lleida.
Al nord de Suquets, a tocar de l'Entitat municipal descentralitzada (EMD) de Sucs, existeix un nucli de població amb el mateix nom i personalitat pròpia, avui agregat a l'EMD de Sucs. Limita al nord amb l'EMD de Sucs, al nord-est amb la partida d'El Regal de la Casa, a l'est amb la partida del Pla de Sucs i al sud i a l'oest amb el terme municipal de Gimenells i el Pla de la Font.